# Leteći odred
Leteći odred je hrvatski pop rock sastav koji je u Osijeku osnovao njegov frontman Denis Dumančić, koji je ujedno njihov glavni skladatelj i tekstopisac. Band je svoju ozbiljnu glazbenu karijeru je započeo 1992. godine, kada ih je otkrio, podržao i lansirao Husein Hasanefendić, poznatiji kao Hus, priznati i renomirani autor i vođa "Parnog valjka". Od 1992. godine do 2020. godine Leteći odred je izdao ukupno trinaest albuma;  deset studijskih, jedan album uživo s koncerta u Domu sportova i dva kompilacijska best of albuma, te 3 videosnimke s koncerata u Domu sportova pod nazivom „Zagrebu za Valentinovo“ koji su se održali 1997., 1998. te 2002. godine povodom obilježavanja 10. godišnjice sastava. Veliki uspjeh band je postigao s autorskim pjesmama frontmana Denisa Dumančića poput „Sanjao sam moju Ružicu“, „Večeras je dušo rođendan tvoj“, „Od Prevlake do Dunava“, „Hej lutkice“, „Daj mi sebe“, „Žao mi je“, „Ja sam mali Mate“, „Kažu“, „Jednu mladost imam“, „Ljubav nije matematika“ „Bez obaveza“, „Studeni“, “Možeš ti sve što hoćeš”, “Volim te još”, “Hajde reci mi”, "Tajna" i mnogim drugima. Tijekom dugogodišnje karijere "Leteći odred" prodao je na desetke tisuća albuma i postigao nekoliko zlatnih i srebrnih tiraža, te tri puta samostalno napunio dvoranu Dom sportova Zagreb kao i ostale velike dvorane diljem Hrvatske. Autor većine pjesama i frontmen Letećeg odreda, Denis Dumančić, se proteklih godina na hrvatskoj glazbenoj sceni nametnuo i kao jedan od najizvođenijih autora na temelju izvješća Hrvatskog društva skladatelja. Do sada je uglavnom kao autor glazbe skladao poneku pjesmu mnogim afirmiranim izvođačima poput Mejaši, Vigor, Ivane Banfić, Jasmina Stavrosa, Jole, Gazde, Massima, Danijele Martinović, Zlatka Pejakovića, Mate Bulića, Maje Šuput, Crvene jabuke, Ivana Kovač, Boris Novković, Giuliano, Bebek, Hari Mata Hari, Lidija Bačić, Kemal Monteno, Vinko Coce,  Teens, Mali Mate, itd. 
Leteći odred je svojih 20 godina karijere proslavio velikim koncertom u Tvornici kulture u Zagrebu 25. veljače 2012. godine. 
Sastav čine frontman Denis Dumančić koji je autor i vokal sastava dok su ostali članovi unajmljeni glazbenici za potrebe koncerata i snimanja. 

## Diskografija
- 1992. - Među zvijezdama
- 1994. - Kada odletim
- 1996. - Od Prevlake do Dunava
- 1997. - Kuda ide ovaj vlak
- 1998. - The Best of Letećeg odreda
- 1999. - Vrijeme
- 2001. - Daj mi sebe
- 2002. - Uživo Leteći odred
- 2004. - Razglednice
- 2007. - Jutro poslije brijanja
- 2011. - The Best of Odreda
- 2013. - Agent za ljubav
- 2020.-  Uspomene
- 2024.-  Zakon ljubavi

## Vanjske poveznice
https://www.facebook.com/leteciodred/
https://www.instagram.com/leteci.odred/